# Coelogyne mayeriana
Coelogyne mayeriana är en orkidéart som beskrevs av Heinrich Gustav Reichenbach.
Coelogyne mayeriana ingår i släktet Coelogyne och familjen orkidéer. Inga underarter finns listade i Catalogue of Life.

## Bildgalleri

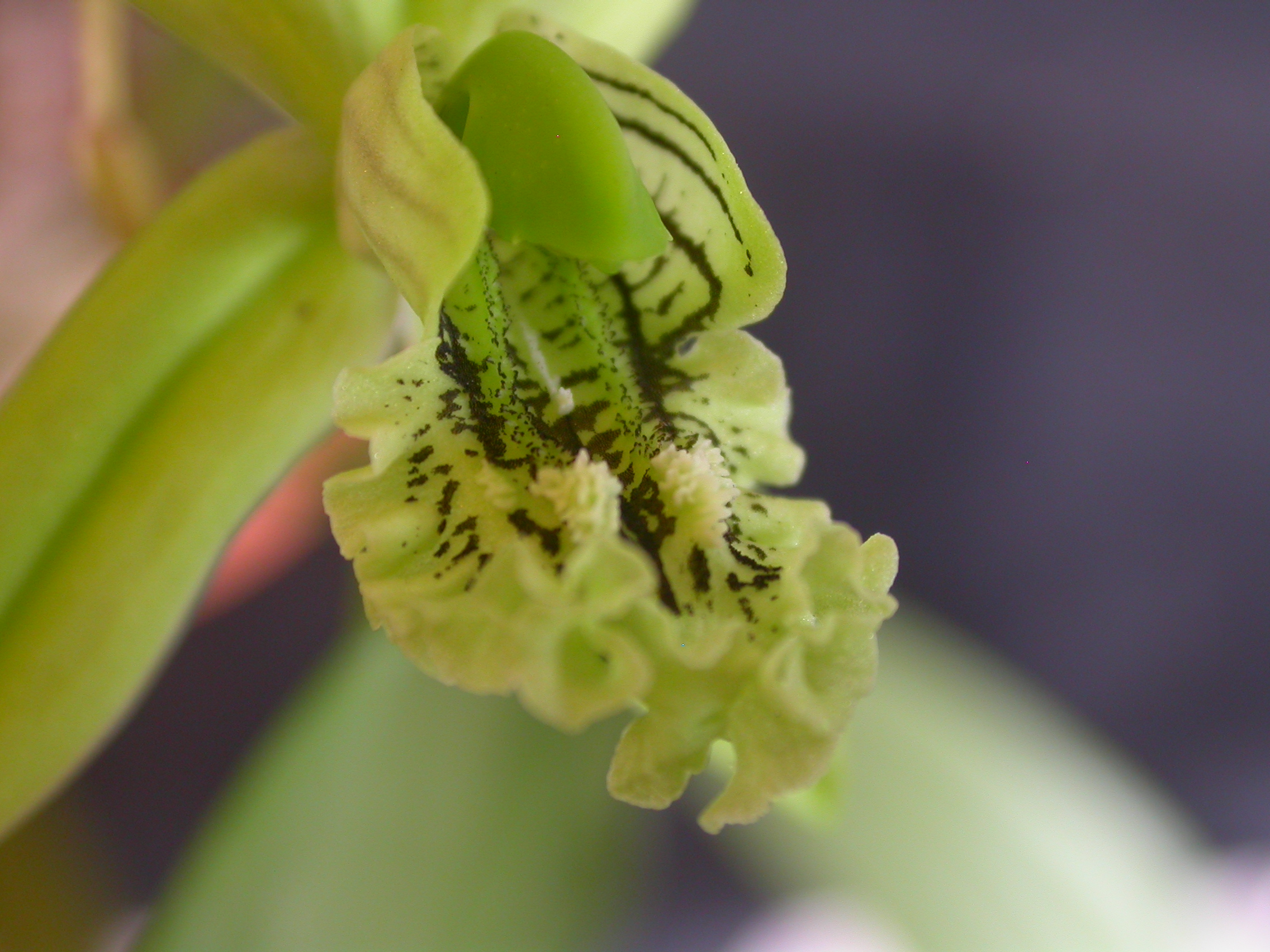